# NGC 6521
NGC 6521 é uma galáxia elíptica (E) localizada na direcção da constelação de Draco. Possui uma declinação de +62° 36' 42" e uma ascensão recta de 17 horas, 55 minutos e 48,3 segundos.
A galáxia NGC 6521 foi descoberta em 27 de Outubro de 1861 por Heinrich Louis d'Arrest.